# ザンベト

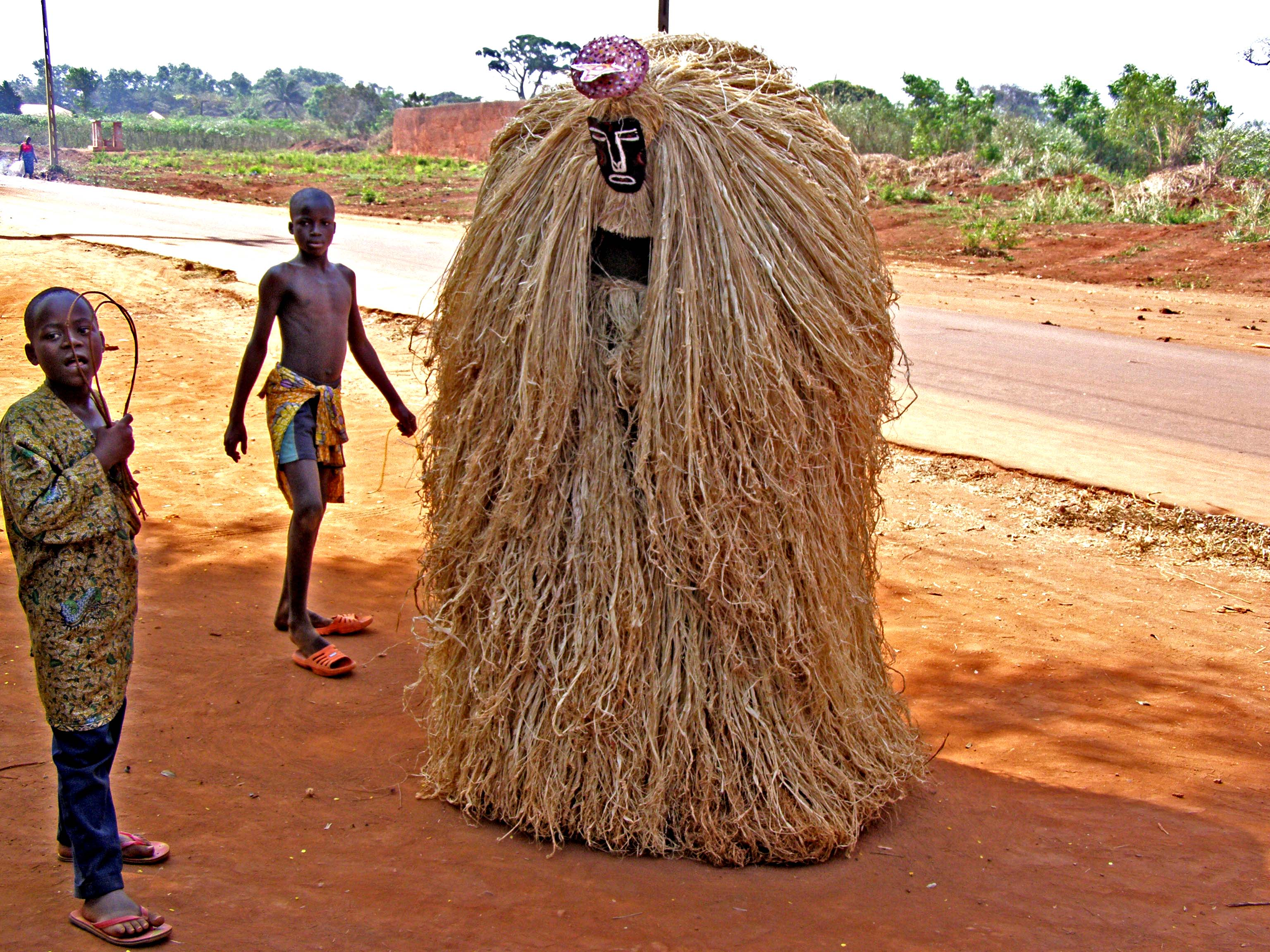
ザンベト, 2006年

ザンベトとは、ベナン、トーゴ、ナイジェリア地域における民族、オグまたはエグンの間での、ブードゥー教における伝統的な夜の守護者である。元々は外敵を驚かせ、追い払う目的で作成された。ザンベトは、外から来た泥棒や魔女を見つけ出し、コミュニティ内の法と秩序を守らせるために、巡回をしている。 
伝統的な組織であるザンベト・カルトは、オグコミュニティ内の法と秩序の維持、防衛の役割を担っている。夜に巡回をすることで、仲間やその財産を見守り、犯罪者が出た場合は捕縛しコミュニティに引き渡す、いわば警察としての機能を果たしており、コミュニティの中では尊敬の的となっている。

## 説明
ザンベトは、コミュニティ内の自警行為とオグ社会における警察役職、といった文化的役割を担う言葉であり、「夜の男」または「夜警」を意味するグン語の語である。 
ザンベトは、干し草やラフィア、その他糸のような素材からできた、複雑な塊から作られた衣装を、演者が被さる形になっている。この衣装は非常にカラフルな色に染められることがある。ザンベトは、人間の営みについて特別な知識を持っている精霊を自身の身体に住みつかせるトランスを、ザンベト役に引き起こすとされている。オグの伝説では、衣装の下には人間は存在せず、夜の精霊だけが存在するとされている。 
オグ文化圏内において、ザンベトはコミュニティの伝統的な警備員かつ警官の役割を果たしている。コミュニティ内で、ザンベトまたはブードゥー教の信者だけが出席できる秘密結社が形成されている、と言われている。ザンベトは、ガラスの破片を飲み込んだり、魔女を追い払うなど、精神的かつ魔法的な能力を持っていると考えられている。ザンベトはトランス状態になると、人類史以前に存在していた力を呼び起こし、オグ族の存続と知恵の源を提供すると言われている。
西アフリカに点在するオグのコミュニティでは、定期的にザンベトを中心とした精巧な祭りが開催されている。その中でもベナン共和国のポルトノボとナイジェリア、ラゴスのアジドでの祭りは特に人気を集めている。   これらの祭りは、カラフルな見た目や感動的なパフォーマンス、そして魔法的な要素で構成されている。